# STAR K
스타케이(STAR K)는 스포츠 전문 채널 SPOTV가 운영하는 글로벌 연예 채널이다.

## 개요
2018년 3월 디지털방송으로 론칭하였으며, 한류 연예 이슈에 대한 기사 및 영상을 홈페이지와 SNS를 통해 서비스하고 있다.
국내뿐 아니라 해외 구독자들을 대상으로 유쿠, 페이스북 등의 SNS 채널을 통해 영어, 중국어, 태국어 등 다국어로 콘텐츠를 제공하고 있다.

## 방송 프로그램
- 아이돌 리그
- 아이돌 레벨업
- K-POP SHOWCASE

## 같이 보기
- SPOTV
- SPOTV2
- SPOTV Golf & Health
- STATV